# Hepatus
Hepatus is een geslacht van kreeftachtigen uit de klasse Malacostraca (hogere kreeftachtigen).

## Soorten
- Hepatus chiliensis H. Milne Edwards, 1837
- Hepatus epheliticus (Linnaeus, 1763)
- Hepatus gronovii Holthuis, 1959
- Hepatus kossmanni Neumann, 1878
- Hepatus lineatus Rathbun, 1898
- Hepatus pudibundus (Herbst, 1785)
- Hepatus scaber Holthuis, 1959